# Pimpinella dendrotragium
Pimpinella dendrotragium är en flockblommig växtart som beskrevs av Philip Barker Webb och Sabin Berthelot. Pimpinella dendrotragium ingår i släktet bockrötter, och familjen flockblommiga växter. Inga underarter finns listade i Catalogue of Life.